# Мандельштам, Леон Иосифович
Леон (Лев) Иосифович Мандельштам (при рождении Арье-Лейб Мандельштам; 1819, Новые Жагоры, Виленская губерния, Российская империя — 1889, Санкт-Петербург, Российская империя) — российский общественный деятель, поэт, переводчик, публицист.
Родился в еврейской семье. Один из первых евреев-студентов Московского университета. Первый еврей-выпускник Санкт-Петербургского университета, где окончил историко-философский факультет в 1844 году со степенью кандидата философии (по разряду общей словесности). Разрабатывал проект реформы еврейских школ. Перевел Танах с еврейского на русский язык. До 1857 года состоял учёным евреем при министре народного просвещения.

## Семья
- Брат — писатель Вениамин Осипович Мандельштам.
- Племянники — историк литературы Иосиф Емельянович Мандельштам и офтальмолог Эммануил Хацкелевич Мандельштам (1839—1912), заведующий кафедрой глазных болезней Императорского университета св. Владимира в Киеве, учёный-медик, сионист (его внучка — биохимик, доктор биологических наук, профессор Е. Л. Розенфельд, 1907—1994). Внучатые племянники — биолог Александр Гаврилович Гурвич и нефтехимик Лев Гаврилович Гурвич (1871—1926). Внучатые племянницы — поэтесса Рахель (Рахиль Исаевна Блювштейн); музыкальный педагог и пианистка Вера Исаевна Диллон (жена дирижёра У. М. Гольдштейна).

## Творчество

### Поэзия
- Стихотворения. — М., 1862.

### Перевод
- Пятикнижие на русском языке 1862 (1872 — 2-е издание, дополнено переводом книги Псалмов)

### Учебные пособия
- «Извлечения из Маймонида», 1848
- «Хиннух не‘арим» — «Воспитание подростков», 1849 (руководство по изучению иврита)
- «Шней праким» — «Две главы», 1852, (очерки о гражданских обязанностях)
- «Еврейско-русский словарь», тт. 1-2, 1859
- «Русско-еврейский словарь», 1860

### Работы
- «Из записок первого еврея-студента в России», сборник «Пережитое», т. 1, СПб., 1909
- «Библейское государство», «Еврейская библиотека», т. 1, СПб., 1871
- «Еврейская семья» (1864) (повесть в стихах)
- «Голоса в пустыне. Избранные еврейские песни» Лондон, 1880

### Статьи
- «В защиту евреев» (1858)
- «Несколько слов о евреях вообще и русских евреях в особенности» (1859)